# Дега (Албанија)
Дега (алб. Degë) је насељено место у општини Тропоја у округу Кукеш, Албанија. Према попису из 1989. године било је 619 становника.
Дега су једно од насеља племена Краснићи.